# Pokonaj najszybszego
Pokonaj najszybszego (ang. Biker Boyz) – amerykański film fabularny z 2003 roku w reżyserii Reggiego Rocka Bythewooda, wyprodukowany przez wytwórnię DreamWorks Pictures. Główne role w filmie zagrali Laurence Fishburne, Derek Luke, Orlando Jones i Kid Rock.

## Fabuła
Manuel "Smoke" Galloway (Laurence Fishburne) to przywódca elitarnego motocyklowego gangu Czarnych Książąt, wielokrotny zwycięzca nielegalnych wyścigów. Jego pozycja jest jednak zagrożona. Dybie na nią Kid (Derek Luke), który stara się o przyjęcie do grupy, ale dostaje odmowną odpowiedź. Jego rywal zakłada konkurencyjny gang Biker Boyz.

## Obsada
- Laurence Fishburne jako Manuel "Smoke" Galloway
- Derek Luke jako Kid
- Orlando Jones jako Soul Train
- Djimon Hounsou jako Motherland
- Nicholas Sheriff jako Kidd Chaos
- Lisa Bonet jako Queenie
- Brendan Fehr jako kaskader
- Larenz Tate jako Wood
- Terrence Howard jako Chu Chu (wymieniony jako Terrence Dashon Howard)
- Kid Rock jako Dogg
- Rick Gonzalez jako Primo
- Meagan Good jako Tina

## Produkcja
Zdjęcia do filmu zrealizowano w Santa Clarita i Los Angeles (Kalifornia). Okres zdjęciowy do filmu trwał od 31 lipca do 22 września 2002 roku.

## Odbiór

### Krytyka
Film Pokonaj najszybszego spotkał się z negatywną reakcją krytyków. W serwisie Rotten Tomatoes 23% z dziewięćdziesięciu dwóch recenzji filmu jest pozytywna (średnia ocen wyniosła 4,2 na 10). Na portalu Metacritic średnia ocen z 27 recenzji wyniosła 36 punktów na 100.